# Phytobia lunulata
Phytobia lunulata este o specie de muște din genul Phytobia, familia Agromyzidae, descrisă de Friedrich Georg Hendel în anul 1920.
Este endemică în Austria. Conform Catalogue of Life specia Phytobia lunulata nu are subspecii cunoscute.